# 岔路河镇
岔路河镇，是中华人民共和国吉林省吉林市永吉县下辖的一个乡镇级行政单位。

## 行政区划
岔路河镇下辖以下地区：
岔路河社区、星星哨水库社区、岔路河村、南崴子村、马家村、白家村、八里村、下坎村、姜家村、东高家村、黄旗堡村、头道沟村、团结村、蛤蚂泉子村、火石村、恒成号村和西高家村。